# Charistica
Charistica é um gênero de traça pertencente à família Agonoxenidae.